# Podnoszenie ciężarów na Igrzyskach Wspólnoty Narodów 2022
Podnoszenie ciężarów na Igrzyskach Wspólnoty Narodów 2022 odbyło się w dniach 30 lipca – 3 sierpnia 2022 roku w National Exhibition Centre w Solihull położonym w pobliżu gospodarza zawodów, Birmingham. Stu siedemdziesięciu czterech zawodników obojga płci rywalizowało w szesnastu konkurencjach.

## Podsumowanie

### Klasyfikacja medalowa
| Klasyfikacja medalowa | Klasyfikacja medalowa | Klasyfikacja medalowa | Klasyfikacja medalowa | Klasyfikacja medalowa | Klasyfikacja medalowa |
| Miejsce               | państwo               | Złoto                 | Srebro                | Brąz                  | Razem                 |
| --------------------- | --------------------- | --------------------- | --------------------- | --------------------- | --------------------- |
| 1                     | Anglia                | 3                     | 1                     | 1                     | 5                     |
| 2                     | Indie                 | 3                     | 3                     | 4                     | 10                    |
| 3                     | Nigeria               | 2                     | 1                     | 3                     | 6                     |
| 4                     | Malezja               | 2                     | 1                     | 0                     | 3                     |
| 5                     | Kanada                | 2                     | 2                     | 4                     | 8                     |
| 6                     | Samoa                 | 1                     | 3                     | 0                     | 4                     |
| 7                     | Sri Lanka             | 0                     | 0                     | 1                     | 1                     |
| 8                     | Mauritius             | 0                     | 1                     | 0                     | 1                     |
| 9                     | Nowa Zelandia         | 0                     | 1                     | 0                     | 1                     |
| 10                    | Papua-Nowa Gwinea     | 0                     | 1                     | 0                     | 1                     |
| 11                    | Australia             | 1                     | 2                     | 1                     | 4                     |
| 12                    | Fidżi                 | 0                     | 0                     | 1                     | 1                     |
| 13                    | Nauru                 | 0                     | 0                     | 1                     | 1                     |
| 14                    | Kamerun               | 1                     | 0                     | 0                     | 1                     |
| 15                    | Pakistan              | 1                     | 0                     | 0                     | 1                     |
| Razem                 | Razem                 | 16                    | 16                    | 16                    | 48                    |

### Medaliści
| Konkurencja    | 1. miejsce             | 1. miejsce | 2. miejsce             | 2. miejsce | 3. miejsce            | 3. miejsce |
| Mężczyźni      | Mężczyźni              | Mężczyźni  | Mężczyźni              | Mężczyźni  |                       |            |
| -------------- | ---------------------- | ---------- | ---------------------- | ---------- | --------------------- | ---------- |
| do 55 kg       | Aniq Kasdan            | 249 kg     | Sanket Mahadev Sargar  | 248 kg     | Dilanka Isuru Kumara  | 225 kg     |
| do 61 kg       | Muhamad Aznil Bidin    | 285 kg     | Morea Baru             | 273 kg     | Gururaja Poojary      | 269 kg     |
| do 67 kg       | Jeremy Lalrinnunga     | 300 kg     | Vaipava Nevo Ioane     | 293 kg     | Joseph Edidiong       | 290 kg     |
| do 73 kg       | Achinta Sheuli         | 313 kg     | Muhammad Erry Hidayat  | 303 kg     | Shad Darsigny         | 298 kg     |
| do 81 kg       | Chris Murray           | 325 kg     | Kyle Bruce             | 323 kg     | Nicolas Vachon        | 320 kg     |
| do 96 kg       | Don Opeloge            | 381 kg     | Vikas Thakur           | 346 kg     | Taniela Rainibogi     | 343 kg     |
| do 109 kg      | Junior Ngadja Nyabeyeu | 361 kg     | Jack Opeloge           | 358 kg     | Lovepreet Singh       | 355 kg     |
| powyżej 109 kg | Nooh Dastgir Butt      | 405 kg     | David Liti             | 394 kg     | Gurdeep Singh         | 390 kg     |
| Kobiety        |                        |            |                        |            |                       |            |
| do 49 kg       | Saikhom Mirabai Chanu  | 201 kg     | Roilya Ranaivosoa      | 172 kg     | Hannah Kaminski       | 171 kg     |
| do 55 kg       | Adijat Olarinoye       | 203 kg     | Bindyarani Sorokhaibam | 202 kg     | Fraer Morrow          | 198 kg     |
| do 59 kg       | Rafiatu Lawal          | 206 kg     | Jessica Gordon Brown   | 197 kg     | Tali Darsigny         | 196 kg     |
| do 64 kg       | Maude Charron          | 231 kg     | Sarah Cochrane         | 216 kg     | Islamiyat Yusuf       | 212 kg     |
| do 71 kg       | Sarah Davies           | 229 kg     | Alexis Ashworth        | 214 kg     | Harjinder Kaur        | 212 kg     |
| do 76 kg       | Maya Laylor            | 228 kg     | Taiwo Liadi            | 216 kg     | Maximina Uepa         | 215 kg     |
| do 87 kg       | Eileen Cikamatana      | 255 kg     | Kristel Ngarlem        | 236 kg     | Mary Osijo            | 225 kg     |
| powyżej 87 kg  | Emily Campbell         | 286 kg     | Feagaiga Stowers       | 268 kg     | Charisma Amoe Tarrant | 239 kg     |